# NGC 7609
NGC 7609 ist eine elliptische Galaxie vom Hubble-Typ E/S0? im Sternbild Pegasus am Nordsternhimmel, die schätzungsweise 537 Millionen Lichtjahre von der Milchstraße entfernt ist und mit der Galaxie PGC 71077 wechselwirkt (Arp 150). Halton Arp gliederte seinen Katalog ungewöhnlicher Galaxien nach rein morphologischen Kriterien in Gruppen. Diese Galaxie gehört zu der Klasse Galaxien mit Jets (Arp-Katalog).
Entdeckt wurde das Objekt am 5. Oktober 1864 vom deutschen Astronomen Albert Marth.

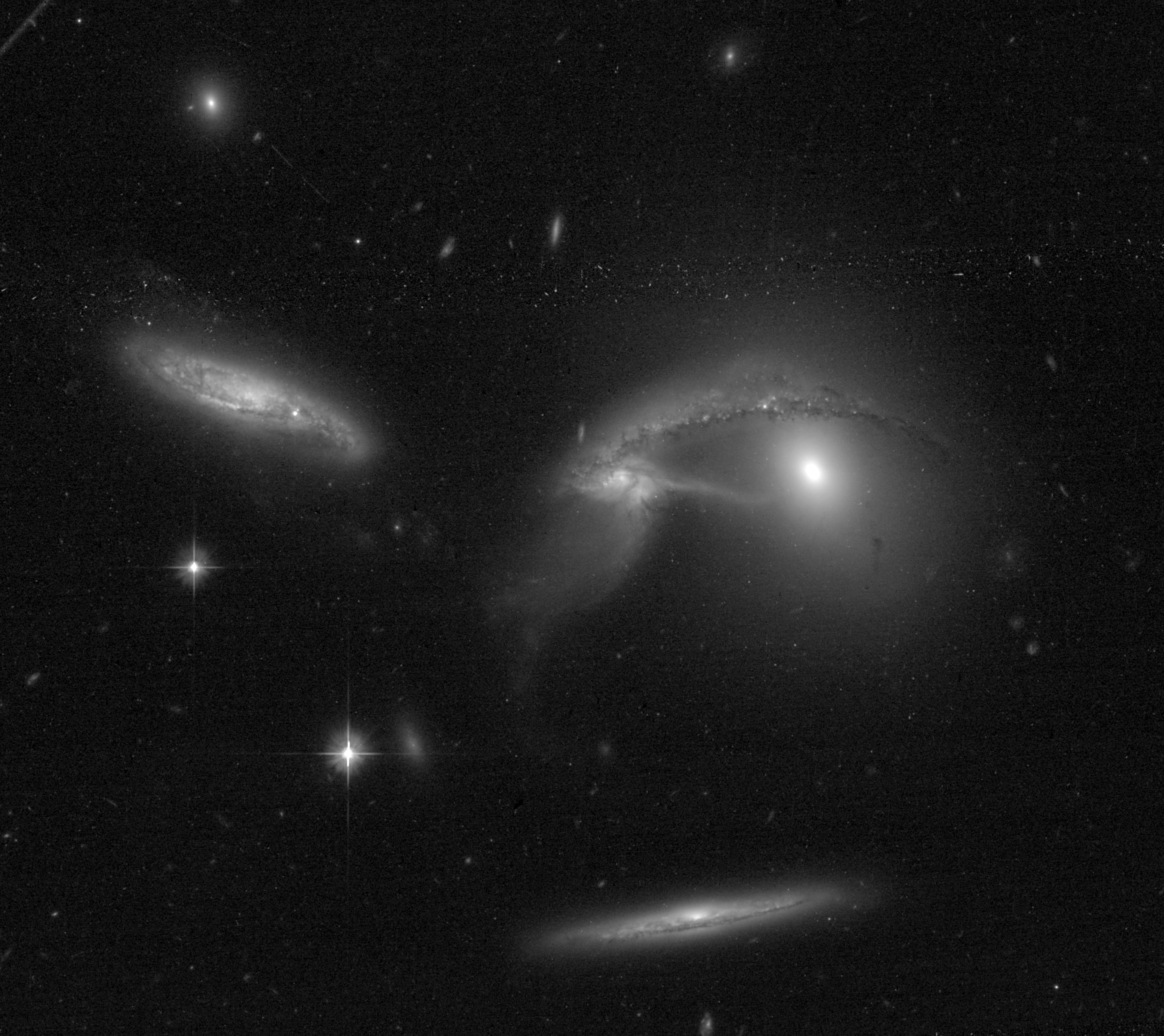
Aufnahme mithilfe des Hubble-Weltraumteleskops